# 子安站

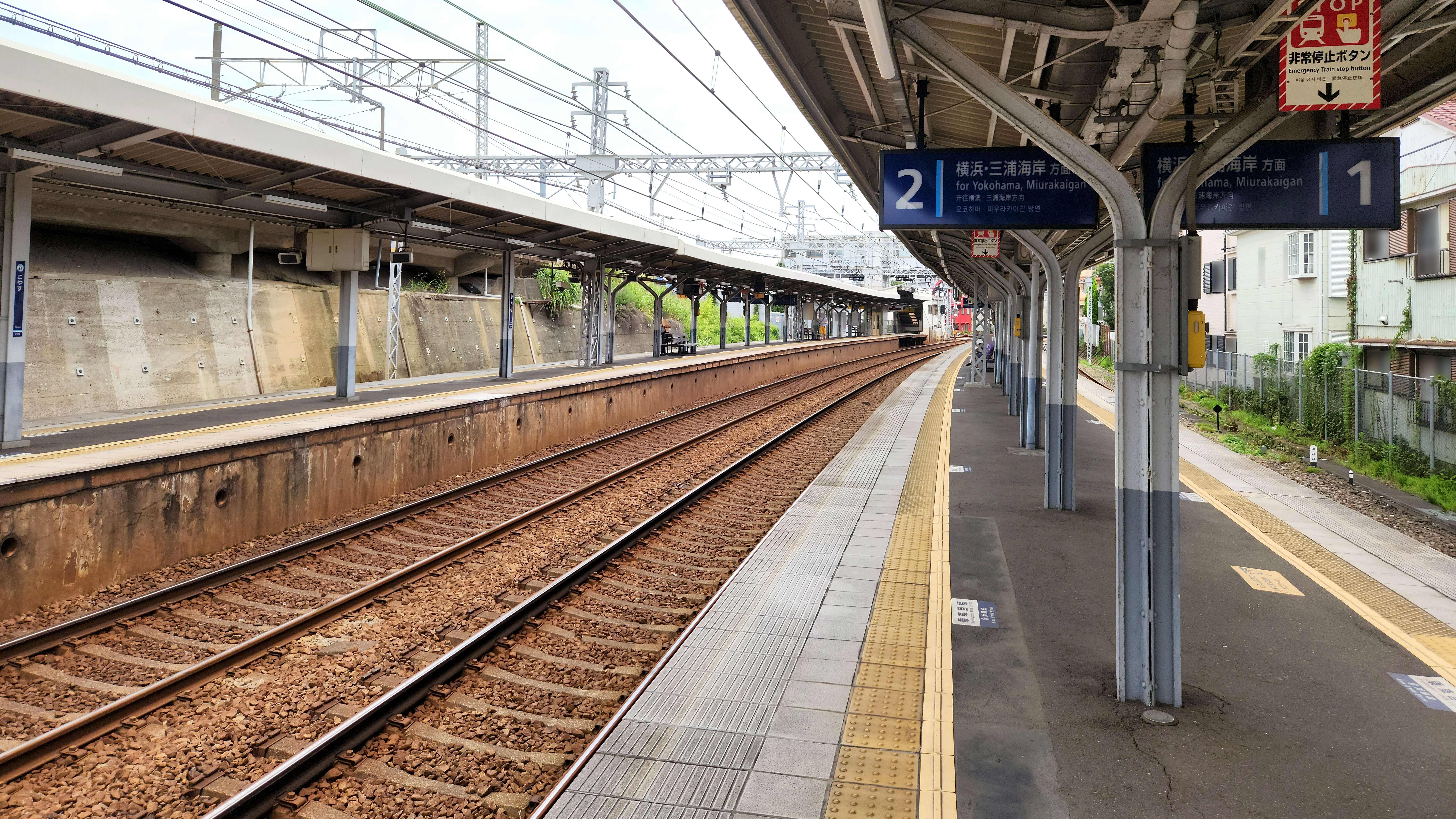
車站月台（2023年7月）

子安站（日语：／ Koyasu eki */?）是位於日本神奈川縣橫濱市神奈川區，屬於京濱急行電鐵本線的鐵路車站。車站編號是KK33。

## 年表
- 1905年（明治38年）12月24日 - 車站啟用。
- 1952年（昭和27年）3月 - 車站上下行待避線開始使用[1][2]。
- 1965年（昭和40年）2月21日 - 特急停車站改為鄰接的神奈川新町站，不再停靠本站。
- 1999年（平成11年）7月31日 - 改點，廢止京急蒲田以南的急行，本站僅停靠普通列車[3]。

## 車站結構
本站的月台配置為雙島式月台，同時設置4條路軌。站房與月台之間透過地下通道連通。2007年新設的電梯則是透過天橋往來驗票口與各月台。
普通列車會在本站等待優等列車通過。2012年10月21日改點的尖峰時刻上行普通列車在此等待兩班優等列車通過，因此靠站時間約5分鐘左右。晚上八點左右的機場急行先在鄰站神奈川新町站等待快特通過，再讓本站的普通列車待避讓該機場急行通過。2012年10月21日改點起，白天（10～16點、假日10～20點）為模板化班表，機場急行僅需待避快特，大幅減少停車時間。
本站與神奈川新町之間僅上行線為複單線區間。尖峰時刻可見普通列車與快特或特急並行的情況。列車在神奈川新町或本站進行待避時，停靠神奈川新町與子安的4號線，但也有神奈川新町3號線發車至子安4號線的例外情形存在。（例如普通列車在神奈川新町3號線發車，優等列車同時停靠神奈川新町4號線）

### 月台配置
| 月台 | 路線 | 方向 | 目的地                           |
| ---- | ---- | ---- | -------------------------------- |
| 1、2 | 本線 | 下行 | 橫濱、上大岡、浦賀、三浦海岸方向 |
| 3、4 | 本線 | 上行 | 京急川崎、品川、新橋、淺草方向   |

過去曾是特急停靠站，在設置新町檢車區時降格為急行停靠站。在廢止京急蒲田以南急行以後，現僅停靠普通列車。

## 使用情況
2015年度1日平均上下車人次為'7,686人，京急線全部72個車站當中排行第62位。
近年1日平均上下車人次與上車人次變化如下表。
| 年度               | 1日平均 上下車人次 | 1日平均 上車人次 | 來源     |
| ------------------ | ------------------ | ---------------- | -------- |
| 1980年（昭和55年） |                    | 7,189            |          |
| 1981年（昭和56年） |                    | 7,011            |          |
| 1982年（昭和57年） |                    | 6,871            |          |
| 1983年（昭和58年） |                    | 6,735            |          |
| 1984年（昭和59年） |                    | 6,529            |          |
| 1985年（昭和60年） |                    | 6,301            |          |
| 1986年（昭和61年） |                    | 6,244            |          |
| 1987年（昭和62年） |                    | 6,041            |          |
| 1988年（昭和63年） |                    | 5,962            |          |
| 1989年（平成元年） |                    | 5,847            |          |
| 1990年（平成02年） |                    | 5,803            |          |
| 1991年（平成03年） |                    | 5,669            |          |
| 1992年（平成04年） |                    | 5,581            |          |
| 1993年（平成05年） |                    | 5,534            |          |
| 1994年（平成06年） |                    | 5,463            |          |
| 1995年（平成07年） |                    | 5,517            | [ * 1 ]  |
| 1996年（平成08年） |                    | 5,214            |          |
| 1997年（平成09年） |                    | 4,937            |          |
| 1998年（平成10年） |                    | 4,855            | [ * 2 ]  |
| 1999年（平成11年） |                    | 4,665            | [ * 3 ]  |
| 2000年（平成12年） | 9,181              | 4,562            | [ * 3 ]  |
| 2001年（平成13年） | 8,858              | 4,390            | [ * 4 ]  |
| 2002年（平成14年） | 8,236              | 4,056            | [ * 5 ]  |
| 2003年（平成15年） | 8,178              | 4,026            | [ * 6 ]  |
| 2004年（平成16年） | 8,152              | 4,001            | [ * 7 ]  |
| 2005年（平成17年） | 8,115              | 3,985            | [ * 8 ]  |
| 2006年（平成18年） | 8,144              | 3,971            | [ * 9 ]  |
| 2007年（平成19年） | 7,975              | 3,921            | [ * 10 ] |
| 2008年（平成20年） | 8,022              | 3,983            | [ * 11 ] |
| 2009年（平成21年） | 8,097              | 4,025            | [ * 12 ] |
| 2010年（平成22年） | 8,050              | 4,005            | [ * 13 ] |
| 2011年（平成23年） | 7,820              | 3,884            | [ * 14 ] |
| 2012年（平成24年） | 7,754              | 3,858            | [ * 15 ] |
| 2013年（平成25年） | 7,674              | 3,824            | [ * 16 ] |
| 2014年（平成26年） | 7,498              | 3,731            | [ * 17 ] |
| 2015年（平成27年） | 7,686              | 3,810            | [ * 18 ] |
| 2016年（平成28年） | 7,723              |                  |          |

## 車站周邊
站前至東日本旅客鐵道（JR東日本）橫濱線大口站之間是大口1番街、大口通商店街。另外，橫濱線線路在本站旁跨越京濱東北線、東海道本線、橫須賀線線路。
京急在1987年6月1日將「京濱××」等10站更名為「京急××」，但本站站前路口名仍維持「京濱子安站入口」。
- 國道15號
- 馬自達橫濱研究所（原 福特汽車子安工廠）
- 橫濱地方法務局神奈川出差所

### 巴士路線
- 子安（國道15號線步行3分）
  - 橫濱市交通局（橫濱市營巴士）
    - <86> 往生麥
    - <86> 往橫濱站前

## 相鄰車站
京濱急行電鐵
 本線
□早晨翼號、□京急翼號、■快特、■快特（金澤文庫站以南為特急）、■特急、■機場急行
通過
■普通
京急新子安（KK32）－子安（KK33）－神奈川新町（KK34）

## 外部連結
- 子安站（各站資訊） - 京濱急行電鐵